# Paul Pierce
Paul Anthony Pierce (Oakland, 13 ottobre 1977) è un ex cestista statunitense, di ruolo ala piccola, professionista nella NBA con i Boston Celtics, i Brooklyn Nets, i Washington Wizards e i Los Angeles Clippers.
Nel 2021 è stato inserito fra i membri del Naismith Memorial Basketball Hall of Fame.
È considerato uno dei migliori cestisti della sua generazione, nonché uno dei più forti nella storia dei Celtics. Nella high school venne selezionato per partecipare al McDonald's All-American Game, il torneo cui partecipano le migliori promesse del basket liceale. Passato poi alla University of Kansas, fu inserito nella miglior squadra universitaria americana. Venne selezionato dai Boston Celtics con la decima chiamata assoluta al Draft NBA 1998.
Da allora è sempre partito titolare in tutte le stagioni. Vanta una media di 19.7 punti a partita nelle 19 stagioni disputate nella NBA. Ha giocato per dieci volte l'NBA All-Star Game, è stato inserito una volta nella seconda miglior squadra NBA e tre volte nella terza miglior squadra ed ha guidato i Celtics fino alle NBA Finals nel 2008 e nel 2010, vincendo quelle del 2008 e guadagnandosi il premio di MVP delle finali.
Pierce è uno dei tre giocatori, assieme a Larry Bird e John Havlicek, ad aver segnato più di 20.000 punti con la maglia dei Celtics. Detiene inoltre il record per il maggior numero di punti di canestri da tre punti fatti nella storia della franchigia. È il terzo nella storia dei Celtics in partite giocate, il secondo in punti segnati, il settimo per numero di rimbalzi, il quinto per numero di assist distribuiti ed il secondo per numero di palle rubate.

## Biografia
È stato soprannominato The Truth ("la Verità") da Shaquille O'Neal, dopo la vittoria dei Los Angeles Lakers contro i Celtics per 112 a 107, il 13 marzo del 2001, in cui Pierce segnò 42 punti, realizzando 13 tiri su 19.
Il 25 settembre del 2000 Pierce venne ricoverato in ospedale a Boston dopo aver ricevuto undici coltellate durante una rissa scoppiata al Buzz Club, un night nel distretto del Teatro di Boston. Fu prontamente portato in ospedale dal compagno di squadra Tony Battie e dal fratello di quest'ultimo. Venne operato d'urgenza, venendo dimesso tre giorni dopo.
Nonostante Pierce sia ricordato come un simbolo dei Boston Celtics, da ragazzo era grande tifoso dei Lakers e, per sua stessa ammissione, crebbe "odiando" la squadra del Massachusetts.

### Impegno nel sociale
Pierce diede il via alla The Truth Fund nel 2002 per poter dare un'educazione ed un futuro a giovani sfortunati. Nemmeno un anno dopo la fondazione, Pierce ricevette un premio, l'NBA Home Team Community Service Award per il suo aiuto alla comunità di Boston. Nel 2007 fondò il Paul Pierce Center for Minimally Invasive Surgery, un centro di chirurgia, al Tufts Medical Center e al Floating Hospital for Children.

## Carriera

### High school
Pierce passò la sua gioventù a Inglewood, in California, dove frequentò la Inglewood High School, divenendo la stella della squadra di basket. Le sue ottime prestazioni gli valsero la chiamata al McDonald's All-American Game nel 1995, il torneo cui partecipano le migliori promesse del basket liceale, dove giocò assieme ad altre future stelle NBA come Kevin Garnett, Vince Carter, Stephon Marbury e Antawn Jamison. Partecipò anche alla gara delle schiacciate del torneo, ma venne sconfitto da Vince Carter.

### Università
Dopo gli anni passati ad Inglewood, nel 1996 Pierce decide di frequentare la University of Kansas, dove nel 1998 si laurea in criminologia, e di giocare per la squadra di basket universitaria, i Kansas Jayhawks, assieme a Jacque Vaughn, che oggi ricopre il ruolo di viceallenatore dei Brooklyn Nets.
In quel periodo l'allenatore dei Jayhawks era Roy Williams, oggi allenatore dei North Carolina Tar Heels e membro della Hall of Fame dal 2007.
Concluse il suo primo anno, nella stagione 1995-96, con 11,9 punti e 5,3 rimbalzi di media nei 25,4 minuti in 34 partite giocate. Nel secondo anno all'Università mise a referto 16,3 punti e 6,7 rimbalzi in 28,2 minuti di utilizzo a partita, e migliorò le sue statistiche in fatto di punti e minutaggio l'anno successivo, passando a 20,4 punti e 30,4 minuti; nel 1998 si dichiarò eleggibile all'NBA Draft.
Lasciò l'Università posizionandosi al quinto posto della classifica marcatori, con 1768 punti (16,4 per partita) e al dodicesimo posto per rimbalzi presi, con 676 (6,3 per partita). Nel 1996 fece parte della squadra che partecipò al Torneo di qualificazione ai campionati del Mondo Under 21, vincendo la medaglia d'oro, in virtù di 5 vittorie e 0 sconfitte. Terminò il torneo con 9,4 punti, 4,4 rimbalzi, 1,2 assist e 1,6 palle rubate per partita.

### NBA

#### Boston Celtics (1998-2013)
Pierce venne selezionato dai Boston Celtics con la decima chiamata assoluta al Draft NBA 1998, dietro a futuri All-Star come Vince Carter, Antawn Jamison e Dirk Nowitzki. Debutta nella NBA il 5 febbraio del 1999, nella gara persa contro i Toronto Raptors, facendo però vedere subito le sue doti mettendo a referto 19 punti, 9 rimbalzi, 5 assist, 2 palle rubate e 4 stoppate.

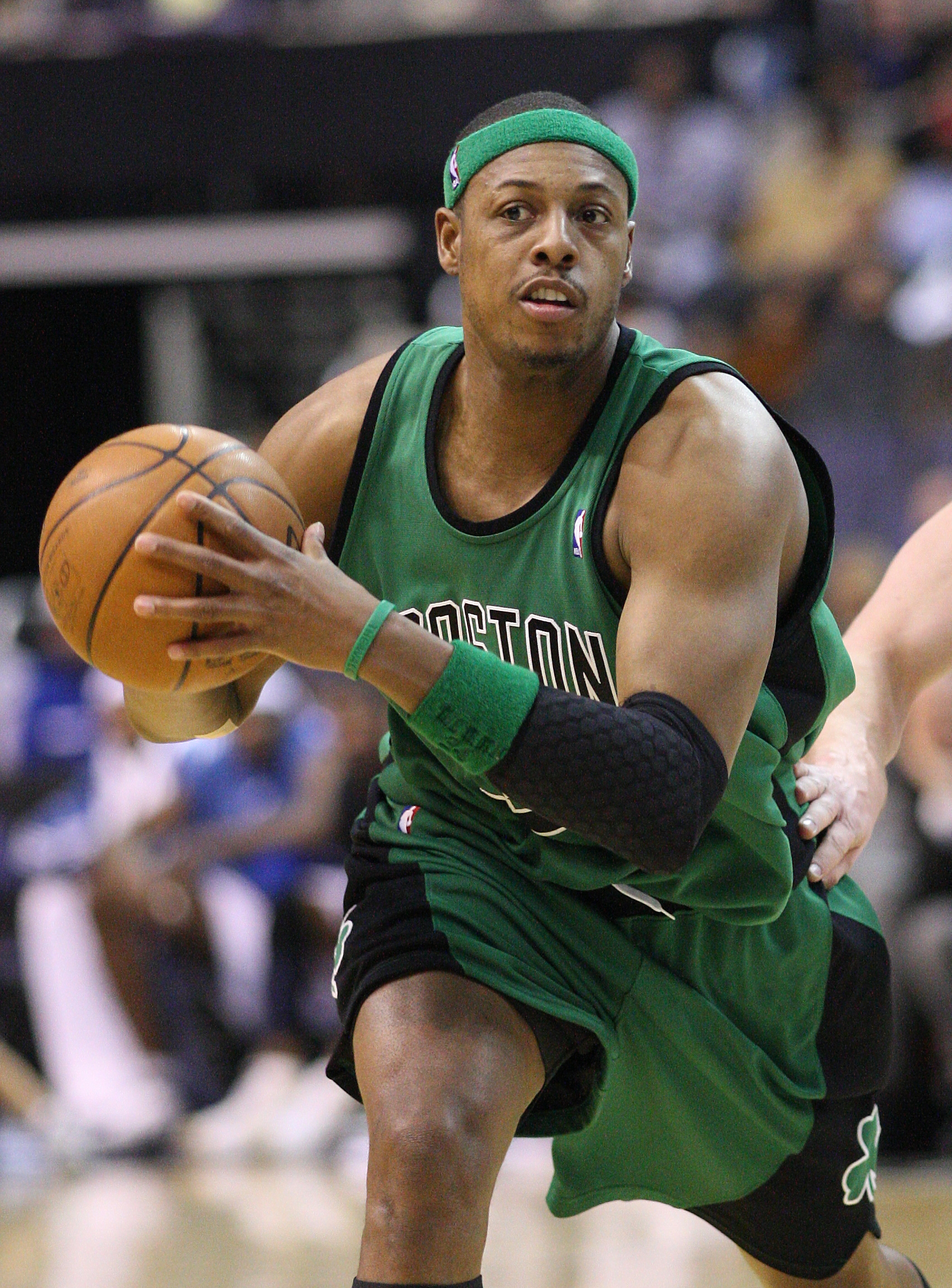
Paul Pierce

In coppia con Antoine Walker, aiuta i Celtics a conquistare i Playoff nel 2002, dopo sette anni di astinenza, e a raggiungere, lo stesso anno, la Finale della Eastern Conference. Nella storica Gara-3 di quella serie finale, Pierce condusse i suoi Celtics ad una delle più grandi rimonte nel quarto periodo della storia dei Playoff NBA: segnò nel quarto periodo 19 dei suoi 28 punti finali, e i Celtics ricucirono uno strappo di 21 punti, riuscendo poi a sconfiggere i New Jersey Nets.
Nel 2002 venne chiamato a vestire la maglia degli Stati Uniti d'America per i Campionati del Mondo.
Giocò 9 partite, vincendone 6 e perdendone 3; terminò il torneo con 19,8 punti, 4,6 rimbalzi e 3,9 assist per partita. Il 12 marzo del 2004, nella partita persa contro gli Indiana Pacers, divenne il più veloce giocatore dei Boston Celtics a raggiungere quota 10 000 punti in carriera.
Nonostante Pierce sfornasse ottime prestazioni (finì la stagione con la media più alta di punti, in relazione ai tiri presi, di tutta la Lega), la stagione 2005-06 fu quella dell'inizio del declino dei biancoverdi. In questa stagione Pierce fece registrare il suo career-high di punti (50, con 7 rimbalzi e 8 assist), nella partita casalinga persa 109 a 113 contro i Cleveland Cavaliers di LeBron James. Dopo la partita, James (che aveva appena segnato 43 punti con 12 rimbalzi, 11 assist, 2 rubate e 4 stoppate), aveva dichiarato che Pierce era sicuramente una delle migliori ali della Eastern Conference.
L'8 marzo 2006 conquistò il record di franchigia per il maggior numero di gare consecutive con almeno 30 punti: 7.
La serie iniziò il 24 febbraio contro i Portland Trail Blazers con 37 punti, proseguì il 26 febbraio contro i Los Angeles Lakers con 39 punti, poi fu la volta dei Miami Heat con 38 punti l'1 di marzo, degli Indiana Pacers con 31 il 3 marzo, e dei Toronto Raptors con 33 il 5 marzo; il 7 marzo ne mise a segno 31, compresi i 7 punti nell'overtime e il buzzer beater che assicurarono la vittoria dei Celtics contro i Washington Wizards, e la sera successiva, con un'incredibile tripla doppia di 31 punti, 12 rimbalzi, 10 assist, e un altro buzzer-beater, assicurò la vittoria ai biancoverdi.
Concluse il periodo tra il 4 febbraio e il 12 marzo con tredici partite su 14 con almeno 30 punti, la miglior serie della storia celtica.

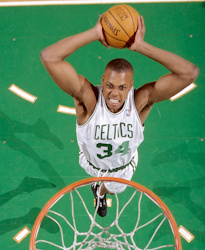
Pierce esegue una schiacciata

La stagione 2005-06 (la prima con Doc Rivers come capo-allenatore) fu una delle sue migliori, conclusa con il career-high di 26,8 punti segnati in media nelle 79 partite giocate. Numeri che non valsero però la partecipazione ai Playoff, in quanto i Celtics finirono la stagione con 33 vittorie e 49 sconfitte, raggiungendo solo l'undicesimo posto nella Eastern Conference.
La stagione 2006-07 di Pierce fu segnata da un grave infortunio al piede, che lo costrinse, per la prima volta nella sua carriera, a saltare molte partite. Rimase fermo dal 22 dicembre 2006 al 7 febbraio 2007, saltando 24 partite; in quel periodo i Celtics ebbero un record di 2 vittorie e 22 sconfitte. Dovette poi saltare altre 11 partite dal 30 marzo al 18 aprile, e i Celtics terminarono quel periodo con 2 vittorie e 9 sconfitte. Nonostante questo fastidioso handicap fisico, riuscì comunque a concludere la stagione con una media di 25 punti, nelle 47 partite giocate.
Come visto i Celtics non riuscirono a sopperire alla mancanza del loro uomo franchigia, terminando la stagione ultimi nella Eastern Conference, con un record di 24 vittorie e 58 sconfitte, la seconda peggior prestazione della storia biancoverde. Paul Pierce, ormai capitano e bandiera della squadra, espresse la sua frustrazione per il fallimento della squadra, e chiese di essere ceduto ad una squadra in grado di lottare per il titolo, se la dirigenza non fosse stata in grado di aggiungere al roster giocatori di alto livello. Danny Ainge, il General Manager della squadra, per non perder il suo miglior giocatore, nell'estate del 2007 fece un lavoro straordinario, che permise ai Celtics di ritornare ai vertici.
L'inizio della stagione 2007-08 dei Celtics fu elettrizzante, la forza di Pierce e dei due nuovi innesti, Ray Allen e Kevin Garnett, guidati dal giovane Rajon Rondo, e la forza sotto canestro di Kendrick Perkins proiettarono i Celtics ai vertici della Eastern Conference.
Pierce terminò la stagione con 19,6 punti e 5,1 rimbalzi, nelle 80 partite giocate, trascinando i suoi Celtics fino ai Playoff con il miglior record della Lega: 66 vittorie e solo 16 sconfitte. Il 17 febbraio 2008, per la sesta volta nella sua carriera, venne selezionato per giocare l'NBA All-Star Game, a New Orleans, per la Eastern Conference.

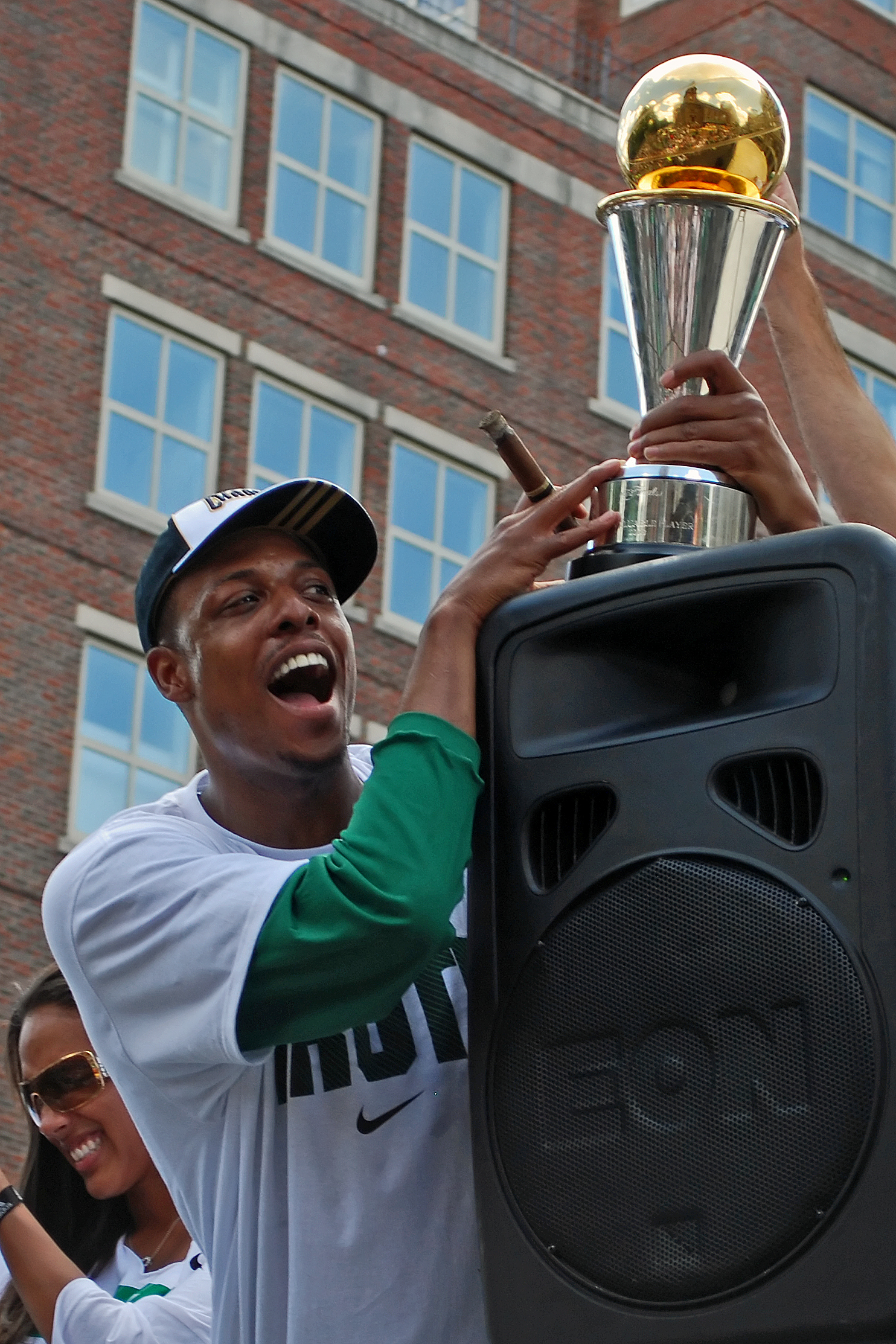
Con il titolo di MVP delle Finals.

Il 18 maggio 2008 stabilì il secondo più alto punteggio in una gara-7 di playoff nella storia della franchigia, segnandone 41 contro i Cleveland Cavaliers, dopo un duello con LeBron James. Questa prestazione permise ai Celtics di raggiungere i Detroit Pistons alla finale della Eastern Conference.
Superati i Pistons, raggiunse per la prima volta nella sua carriera le NBA Finals, sfidando proprio i suoi idoli di infanzia, i Los Angeles Lakers. Il 5 giugno 2008, nella gara-1 delle NBA Finals, Pierce si infortunò durante il terzo quarto, e venne portato, dolorante, fuori dal campo. Pochi minuti dopo rientrò, e sfoderò un'incredibile prestazione, segnando 15 punti, dei 22 totali, nei restanti minuti del terzo quarto, e conducendo i Celtics alla vittoria per 98 a 88. A quell'infortunio seguirono polemiche: molti tifosi lo accusarono di "fake", cioè di falso, avendo solo simulato quell'infortunio.
Conquistò il suo primo titolo NBA il 17 giugno 2008, quando con i suoi Celtics sconfisse i Lakers in Gara-6 per 131 a 92. Nella serie finale Pierce mantenne una media di 21,8 punti, e venne premiato come NBA Finals Most Valuable Player. Poco dopo aver vinto il titolo, venne chiesto a Pierce: «Credi che Kobe Bryant sia il miglior giocatore del mondo?». Egli rispose: «Non credo che Kobe sia il migliore. Io sono il migliore. C'è una linea che separa l'avere fiducia, dall'essere borioso. Io non ho superato quella linea, ho solo molta fiducia in me stesso». Questa dichiarazione suscitò alcune polemiche.
Nella stagione 2008-09 saltò solamente una partita in tutta la stagione, e guidò la squadra per maggior numero di punti segnati: 20,5, in 81 partite giocate. Venne scelto per partecipare all'NBA All-Star Game del 15 febbraio 2009, era la sua settima volta.
Alla fine della stagione fu inserito per la prima volta nella sua carriera nella Seconda miglior squadra NBA, assieme a Tim Duncan, Yao Ming, Brandon Roy e Chris Paul.
Nonostante le sue ottime prestazioni, i Celtics, anche a causa dell'infortunio a Kevin Garnett, riuscirono a raggiungere solamente il secondo turno dei play-off, dove vennero sconfitti dagli Orlando Magic di Dwight Howard.

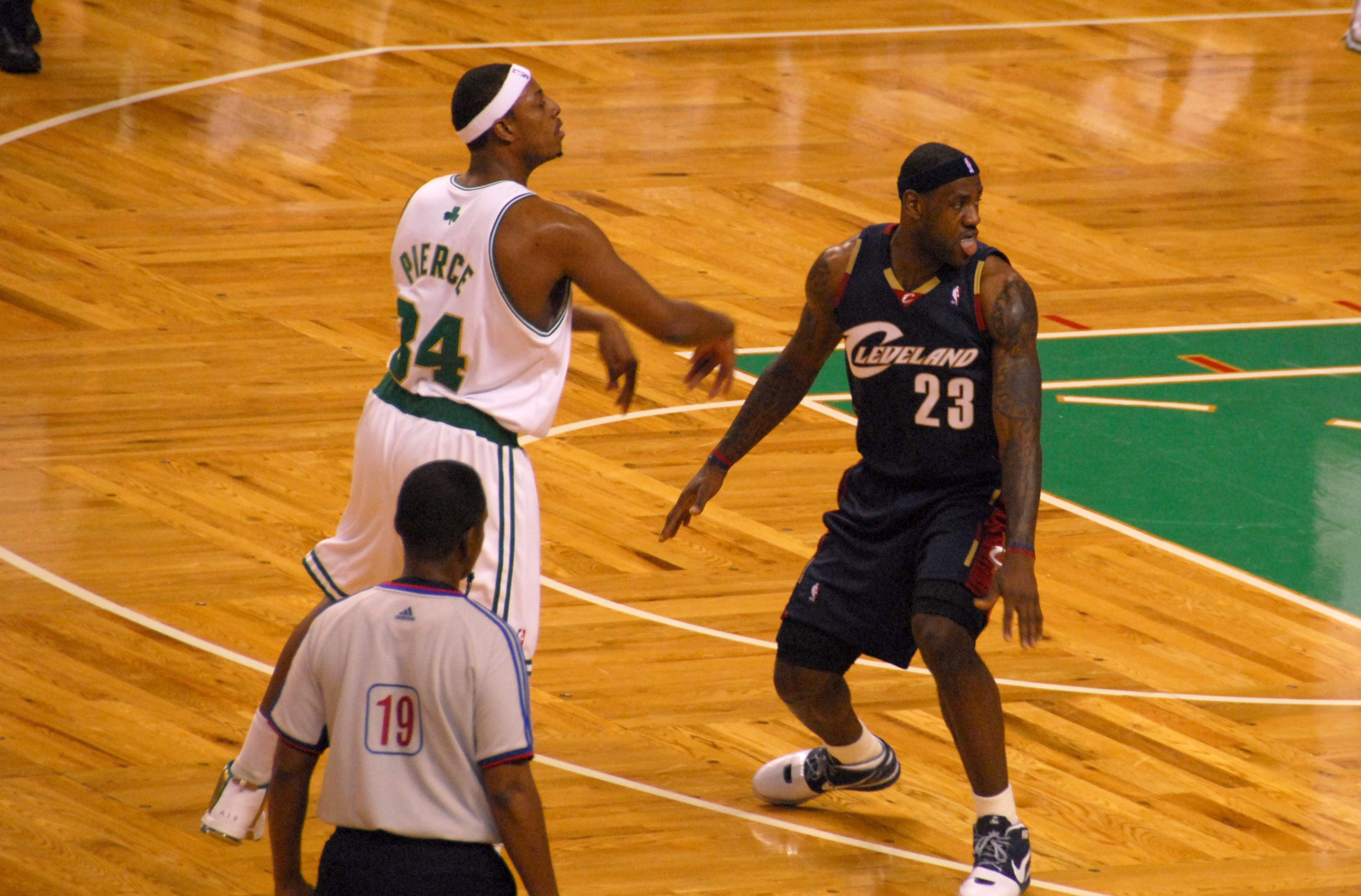
Contro LeBron James.

Deciso a rifarsi dalla cocente delusione dell'anno precedente, Pierce cercò di migliorare ancora in un settore del suo gioco, il tiro da tre punti. Concluse infatti la stagione 2009-10 con la più alta percentuale da tre punti della sua carriera (41,4%). Questi numeri gli valsero la chiamata a partecipare alla gara del tiro da tre punti, l'NBA Three-point Shootout, durante l'All-Star Weekend al Cowboys Stadium di Arlington, nel Texas.
Pierce divenne il primo Celtic, dopo Larry Bird a vincere questa gara.
Questa stagione i Celtics raggiunsero i play-off, con il quarto miglior record della Eastern Conference. Pierce terminò la stagione con 18,3 punti di media in 34 minuti di media a partita, e la più alta percentuale della carriera nel tiro da tre punti.
Nella gara-3 del primo round tra Boston Celtics e Miami Heat, Pierce segnò un incredibile canestro dalla media distanza con pochi centesimi sul cronometro, che valse la vittoria per 100 a 98, e il vantaggio per 3 a 0 nella serie. I Celtics vinsero poi quella serie, avanzando di turno, dove sconfissero i favoriti Cleveland Cavaliers. Nelle Finali di Conference affrontarono gli Orlando Magic, battendoli in sei gare; Pierce raggiunse le Finali NBA per la seconda volta in carriera, sempre contro i Los Angeles Lakers. La rivincita delle Finali 2008 fu vinta dai californiani in sette gare, complice l'assenza di Kendrick Perkins nelle ultime due partite della serie. Pierce concluse i Playoff con una media di 18,8 punti in 38,8 minuti di utilizzo, partendo titolare in tutte le 24 gare giocate.
Terminata la stagione, il 29 giugno 2010, Pierce decise di uscire dal suo ultimo anno di contratto, e testare il mercato dei free-agent, a partire dal primo luglio. Il giorno successivo, però, raggiunse un nuovo accordo verbale con i Celtics, che, non volendo perdere la loro bandiera, gli offrirono un contratto di quattro anni, fino alla stagione 2013-14.
L'accordo fu ufficializzato il 16 luglio, e Pierce commentò così il nuovo contratto: «Sono felice di essere tornato ai Celtics; ho sempre detto che mi sarebbe piaciuto ritirarmi da giocatore dei Celtics, e la franchigia mi ha dato questa opportunità».

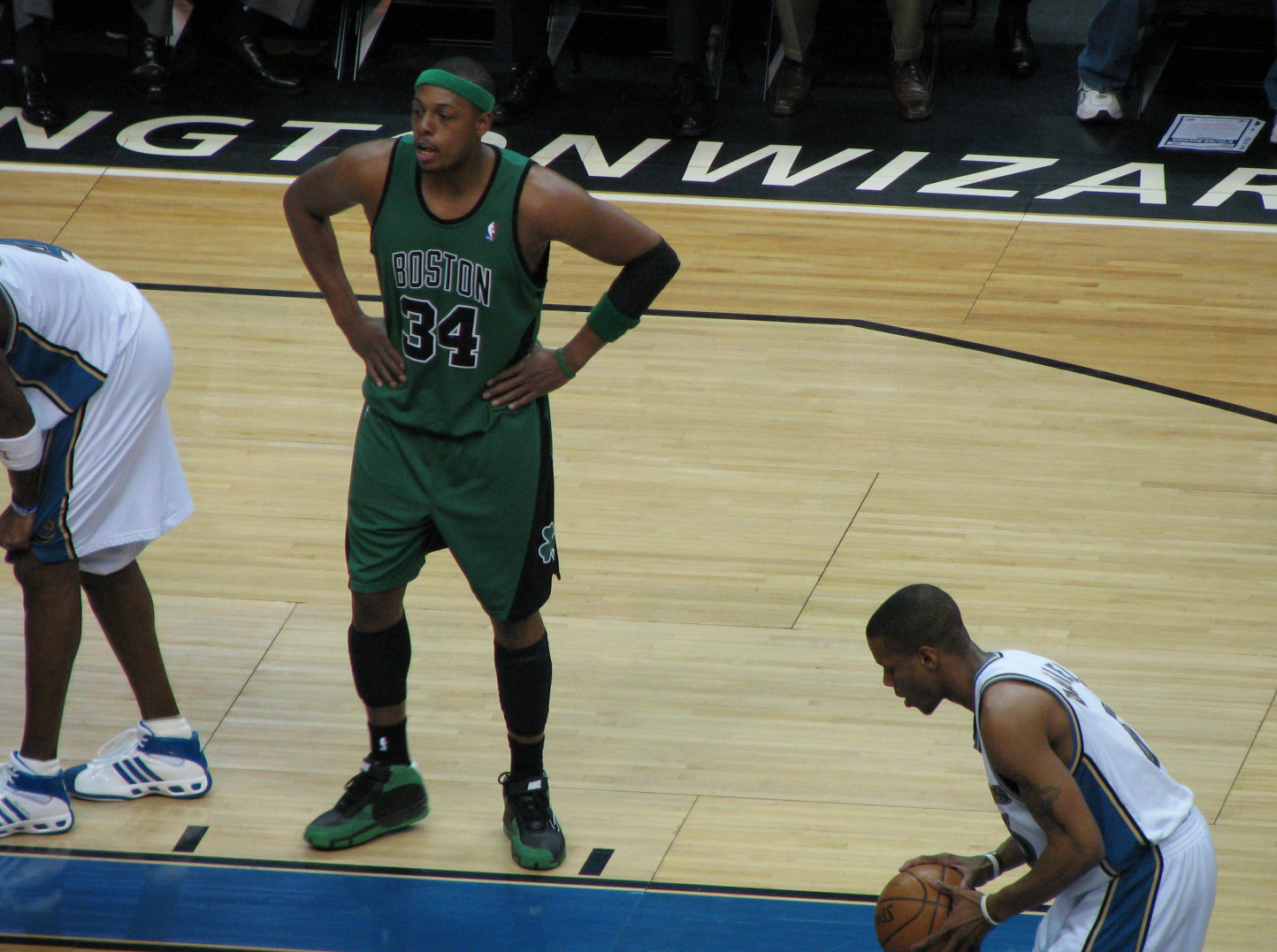
Pierce contro gli Washington Wizards.

Il 3 novembre 2010, durante la partita contro i Milwaukee Bucks, Pierce segnò su tiro libero il punto numero 20 000 della sua carriera, diventando il terzo Celtic a raggiungere tale cifra vestendo solo la maglia biancoverde, gli altri due furono Larry Bird e John Havlicek, ed il trentaseiesimo giocatore nella storia della NBA.
Pierce terminò la stagione con 18,9 punti segnati in 34,7 minuti di impiego, e la più alta percentuale al tiro libero (86%) e al tiro (49,7) della sua carriera. I Celtics giunsero terzi nella Eastern Conference, e raggiunsero i Playoff, dove sconfissero 4 a 0 i New York Knicks, ma persero contro i Miami Heat del nuovo Big-Three composto da Dwyane Wade, Chris Bosh e LeBron James. Giocando solo 9 gare, segnò una media di 20,8 punti e 5 rimbalzi a partita.
Il 31 gennaio 2012, Pierce venne inserito tra i 35 migliori McDonald's All Americans. Il 7 febbraio 2012, durante la partita contro gli Charlotte Bobcats Pierce, con un tiro da tre punti, supera Larry Bird nella classifica dei marcatori dei Boston Celtics, diventando il secondo di sempre, dietro solo a John Havlicek. Alla fine della partita Pierce raggiunse quota 21797, mentre Bird si era fermato a quota 21 791; ancora distante, John Havlicek mise a referto 26395 punti. Il 9 febbraio seguente partecipò per la decima volta in carriera all'All-Star Game, disputatosi a Los Angeles. Esattamente un mese dopo, nella gara contro i Portland Trail Blazers, Pierce giocò la sua partita numero 1000 con la maglia dei Boston Celtics, raggiungendo leggende del calibro di Havlicek e Robert Parish, gli altri due unici ad aver giocato tante partite in maglia biancoverde.
Terminò la stagione 2011-12 con medie di 19,4 punti, 5,2 rimbalzi e 4,5 assist, portando i Celtics a concludere la stagione con un record di 39 vittorie e 27 sconfitte. Nei Playoff i Celtics batterono prima gli Atlanta Hawks, grazie ad uno strepitoso Pierce che viaggiò a 21,2 punti di media, e successivamente i Philadelphia 76ers in sette gare. Nelle finali di Conference affrontarono i Miami Heat, portandoli, grazie ad un incredibile canestro da tre punti di Pierce in faccia a LeBron James in Gara-5, fino allo spareggio di Gara-7, dove però persero. Pierce terminò i Playoff da protagonista, segnando canestri decisivi, e mantenendo una media di 18,9 punti e 6 rimbalzi nelle 20 partite giocate.
Conclusi i play-off ed appresa la notizia della partenza di Ray Allen ed il rischio di veder andar via anche Kevin Garnett, meditò di cambiare squadra, non volendo ripartire nuovamente da zero, ma la nuova conferma di quest'ultimo, l'arrivo a Boston di Courtney Lee e di Jason Terry e la conferma di Rajon Rondo, lo convinsero a restare, e puntare nuovamente alla conquista del titolo.

#### Brooklyn Nets (2013-2014) e Washington Wizards (2014-2015)

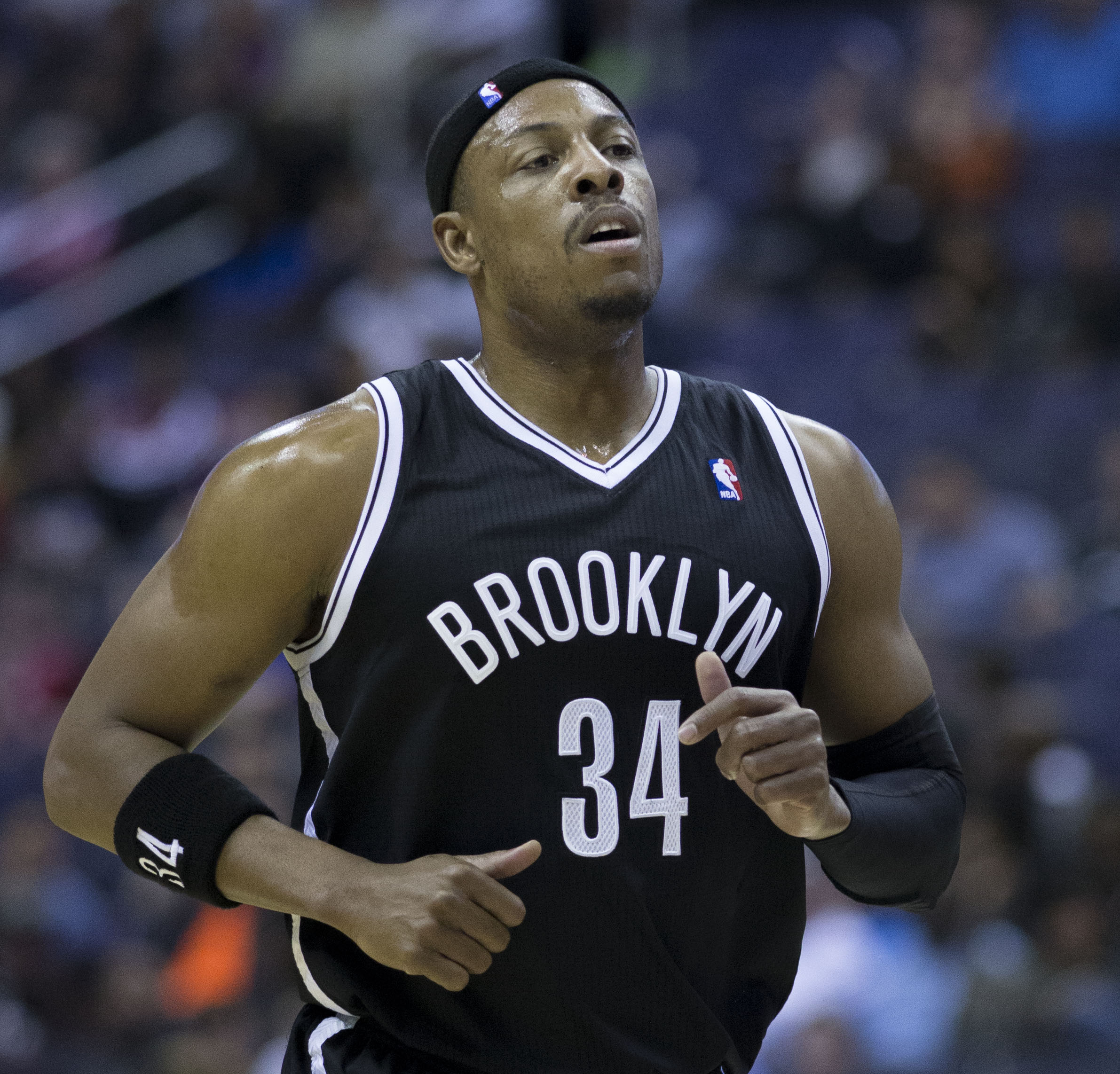
Con la maglia dei Nets.

Il 28 giugno 2013, giorno del draft 2013, i Celtics si accordano con i Brooklyn Nets per la cessione di Pierce, Kevin Garnett e Jason Terry in cambio di Gerald Wallace, Kris Humphries, MarShon Brooks, Kris Joseph, Keith Bogans e alcune scelte a draft futuri. La trattativa verrà ufficializzata il successivo 10 luglio.
Con i Brooklyn Nets mantiene medie di 13,5 punti, 4,6 rimbalzi, 2,4 assist e 1,1 palle rubate in 28 minuti medi di utilizzo.
Nella partita contro i Toronto Raptors del 10 marzo 2014 diventa il quinto giocatore nella storia dell'NBA a segnare almeno 1.900 canestri da 3 punti. Il 15 marzo 2014, nella gara contro i Washington Wizards supera Patrick Ewing nella classifica dei marcatori di tutti i tempi, portandosi alla posizione numero 18, con 24.819 punti.

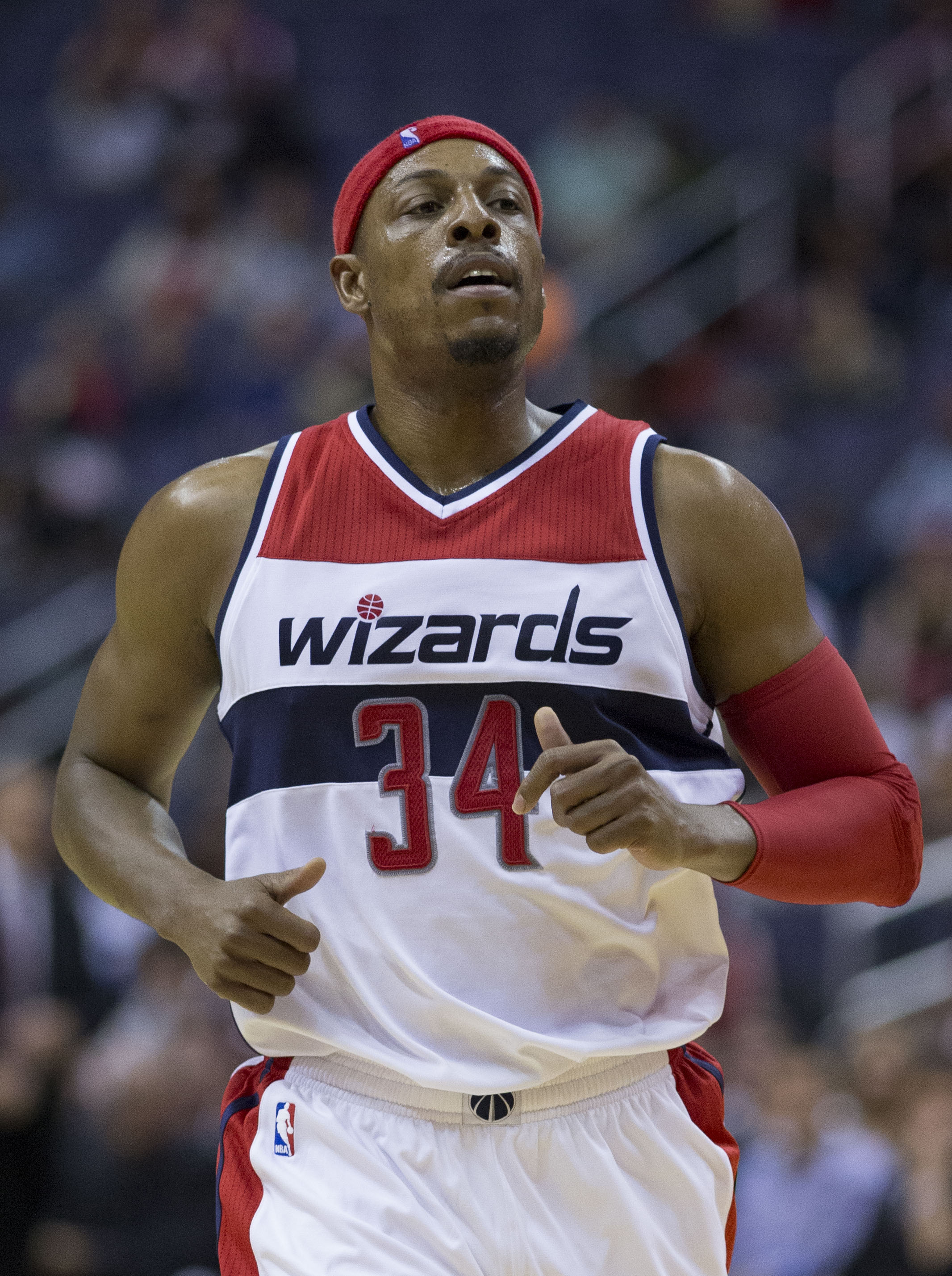
Pierce ai Wizards

Il 12 luglio 2014 firma un contratto biennale a 11 milioni di dollari con i Washington Wizards. Nella offseason 2015 decide però di rescindere il suo contratto con la squadra della capitale e testare la free agency.

#### Los Angeles Clippers (2015-2017)
Il 10 luglio 2015 firma un contratto triennale da 10 milioni di dollari con i Los Angeles Clippers allenati da Doc Rivers, suo coach ai tempi di Boston. Esordisce con la nuova squadra il 28 ottobre dello stesso anno contro i Sacramento Kings. La gara termina con la vittoria dei Clippers per 111-104 e Pierce realizza 12 punti e 7 rimbalzi partendo dalla panchina. La stagione dei losangelini si interrompe però ai playoff in seguito alla sconfitta subìta per mano dei Portland Trail Blazers al primo turno per 4-2.
Nel settembre del 2016 annuncia che la stagione 2016-2017 sarà l'ultima della sua carriera. Il 5 febbraio 2017 i tifosi dei Boston Celtics tributano a Pierce un lungo applauso ed una calorosa accoglienza per la sua ultima apparizione al TD Garden di fronte alla sua ex squadra. Conclude l'annata con la sconfitta in gara 7 al primo turno dei playoff contro gli Utah Jazz.
Termina la carriera dopo 1343 incontri di regular season, con medie di 19,7 punti, 5,6 rimbalzi, 3,5 assist e 1,31 palle rubate in 34,2 minuti.

#### Il simbolico ritorno ai Celtics
Il 17 luglio 2017 firmò un contratto con i Celtics, della durata di un giorno, in modo da potersi ritirare come membro della franchigia di Boston.
La sua maglia numero 34 è stata ritirata dai Celtics l'11 febbraio 2018 in una cerimonia svoltasi al TD Garden dopo la partita persa 121-99 contro i Cleveland Cavaliers. Pierce è stata la ventitreesima persona onorata con questo riconoscimento nella storia della franchigia di Boston.

## Statistiche
| † | Denota le stagioni in cui ha vinto il titolo |
| * | Primo nella lega                             |
| * | Record                                       |

### NCAA
| Anno      | Squadra         | PG  | PT | MP   | TC%  | 3P%  | TL%  | RP  | AP  | PRP | SP  | PP   |
| --------- | --------------- | --- | -- | ---- | ---- | ---- | ---- | --- | --- | --- | --- | ---- |
| 1995-1996 | Kansas Jayhawks | 34  | -  | 25,4 | 41,9 | 30,4 | 60,6 | 5,3 | 1,8 | 1,3 | 0,8 | 11,9 |
| 1996-1997 | Kansas Jayhawks | 36  | 35 | 28,1 | 48,8 | 46,5 | 71,7 | 6,8 | 2,1 | 1,7 | 0,8 | 16,3 |
| 1997-1998 | Kansas Jayhawks | 38  | 38 | 30,4 | 51,3 | 39,9 | 73,8 | 6,7 | 2,6 | 1,1 | 1,1 | 20,4 |
| Carriera  | Carriera        | 108 | -  | 28,1 | 48,1 | 35,5 | 69,7 | 6,3 | 2,2 | 1,4 | 0,9 | 16,4 |

### NBA

#### Regular season
| Anno       | Squadra        | PG    | PT    | MP   | TC%  | 3P%  | TL%  | RP  | AP  | PRP | SP  | PP   |
| ---------- | -------------- | ----- | ----- | ---- | ---- | ---- | ---- | --- | --- | --- | --- | ---- |
| 1998-1999  | Boston Celtics | 48    | 47    | 34,0 | 43,9 | 41,2 | 71,3 | 6,4 | 2,4 | 1,7 | 1,0 | 16,5 |
| 1999-2000  | Boston Celtics | 73    | 72    | 35,4 | 44,2 | 34,3 | 79,8 | 5,4 | 3,0 | 2,1 | 0,8 | 19,5 |
| 2000-2001  | Boston Celtics | 82    | 82    | 38,0 | 45,4 | 38,3 | 74,5 | 6,4 | 3,1 | 1,7 | 0,8 | 25,3 |
| 2001-2002  | Boston Celtics | 82    | 82    | 40,3 | 44,2 | 40,4 | 80,9 | 6,9 | 3,2 | 1,9 | 1,0 | 26,1 |
| 2002-2003  | Boston Celtics | 79    | 79    | 39,2 | 41,6 | 30,2 | 80,2 | 7,3 | 4,4 | 1,8 | 0,8 | 25,9 |
| 2003-2004  | Boston Celtics | 80    | 80    | 38,7 | 40,2 | 29,9 | 81,9 | 6,5 | 5,1 | 1,6 | 0,7 | 23,0 |
| 2004-2005  | Boston Celtics | 82    | 82    | 36,1 | 45,5 | 37,0 | 82,2 | 6,6 | 4,2 | 1,6 | 0,5 | 21,6 |
| 2005-2006  | Boston Celtics | 79    | 79    | 39,0 | 47,1 | 35,4 | 77,2 | 6,7 | 4,7 | 1,4 | 0,4 | 26,8 |
| 2006-2007  | Boston Celtics | 47    | 46    | 37,0 | 43,9 | 38,9 | 79,6 | 5,9 | 4,1 | 1,0 | 0,3 | 25,0 |
| 2007-2008† | Boston Celtics | 80    | 80    | 35,9 | 46,4 | 39,2 | 84,3 | 5,1 | 4,5 | 1,3 | 0,5 | 19,6 |
| 2008-2009  | Boston Celtics | 81    | 81    | 37,5 | 45,7 | 39,1 | 83,0 | 5,6 | 3,6 | 1,0 | 0,3 | 20,5 |
| 2009-2010  | Boston Celtics | 71    | 71    | 34,0 | 47,2 | 41,4 | 85,2 | 4,4 | 3,1 | 1,2 | 0,4 | 18,3 |
| 2010-2011  | Boston Celtics | 80    | 80    | 34,7 | 49,7 | 37,4 | 86,0 | 5,4 | 3,3 | 1,0 | 0,6 | 18,9 |
| 2011-2012  | Boston Celtics | 61    | 61    | 34,0 | 44,3 | 36,6 | 85,2 | 5,2 | 4,5 | 1,1 | 0,4 | 19,4 |
| 2012-2013  | Boston Celtics | 77    | 77    | 33,4 | 43,6 | 38,0 | 78,7 | 6,3 | 4,8 | 1,1 | 0,4 | 18,6 |
| 2013-2014  | Brooklyn Nets  | 75    | 68    | 28,0 | 45,1 | 37,3 | 82,6 | 4,6 | 2,4 | 1,1 | 0,4 | 13,5 |
| 2014-2015  | Wash. Wizards  | 73    | 73    | 26,2 | 44,7 | 38,9 | 78,1 | 4,0 | 2,0 | 0,6 | 0,3 | 11,9 |
| 2015-2016  | L.A. Clippers  | 68    | 38    | 18,1 | 36,3 | 31,0 | 81,8 | 2,7 | 1,0 | 0,5 | 0,3 | 6,1  |
| 2016-2017  | L.A. Clippers  | 25    | 7     | 11,1 | 40,0 | 34,9 | 76,9 | 1,9 | 0,4 | 0,2 | 0,2 | 3,2  |
| Carriera   | Carriera       | 1.343 | 1.285 | 34,2 | 44,5 | 36,8 | 80,6 | 5,6 | 3,5 | 1,3 | 0,6 | 19,7 |
| All-Star   | All-Star       | 10    | 0     | 13,6 | 45,6 | 18,8 | 72,7 | 2,6 | 1,8 | 1,2 | 0,1 | 9,6  |

#### Play-off
| Anno     | Squadra        | PG  | PT  | MP   | TC%  | 3P%  | TL%  | RP  | AP  | PRP | SP  | PP   |
| -------- | -------------- | --- | --- | ---- | ---- | ---- | ---- | --- | --- | --- | --- | ---- |
| 2002     | Boston Celtics | 16  | 16  | 42,0 | 40,3 | 28,8 | 76,4 | 8,6 | 4,1 | 1,7 | 1,2 | 24,6 |
| 2003     | Boston Celtics | 10  | 10  | 44,5 | 39,9 | 35,6 | 86,3 | 9,0 | 6,7 | 2,1 | 0,8 | 27,1 |
| 2004     | Boston Celtics | 4   | 4   | 40,0 | 34,2 | 29,4 | 83,9 | 8,8 | 2,5 | 1,2 | 1,0 | 20,8 |
| 2005     | Boston Celtics | 7   | 7   | 39,6 | 50,5 | 25,9 | 86,8 | 7,7 | 4,6 | 1,9 | 1,4 | 22,9 |
| 2008†    | Boston Celtics | 26* | 26* | 38,1 | 44,1 | 36,1 | 80,2 | 5,0 | 4,6 | 1,1 | 0,3 | 19,7 |
| 2009     | Boston Celtics | 14  | 14  | 39,7 | 43,0 | 33,3 | 84,2 | 5,8 | 3,1 | 1,1 | 0,4 | 21,0 |
| 2010     | Boston Celtics | 24* | 24* | 38,8 | 43,8 | 39,2 | 82,4 | 6,0 | 3,4 | 1,0 | 0,6 | 18,8 |
| 2011     | Boston Celtics | 9   | 9   | 38,1 | 45,9 | 44,7 | 88,2 | 5,0 | 2,8 | 1,3 | 0,4 | 20,8 |
| 2012     | Boston Celtics | 20  | 20  | 38,9 | 38,6 | 31,0 | 89,4 | 6,0 | 3,1 | 1,5 | 0,9 | 18,9 |
| 2013     | Boston Celtics | 6   | 6   | 42,5 | 36,8 | 26,8 | 89,7 | 5,7 | 5,3 | 0,8 | 0,5 | 19,2 |
| 2014     | Brooklyn Nets  | 12  | 12  | 30,7 | 46,5 | 35,8 | 78,1 | 4,5 | 2,0 | 1,2 | 0,3 | 13,7 |
| 2015     | Wash. Wizards  | 10  | 10  | 29,8 | 48,5 | 52,4 | 85,0 | 4,2 | 0,9 | 0,6 | 0,7 | 14,6 |
| 2016     | L.A. Clippers  | 5   | 1   | 10,8 | 16,7 | 20,0 | 85,0 | 1,2 | 0,2 | 0,4 | 0,0 | 1,2  |
| 2017     | L.A. Clippers  | 7   | 0   | 14,4 | 44,4 | 40,0 | 100  | 2,0 | 0,9 | 0,3 | 0,0 | 3,0  |
| Carriera | Carriera       | 170 | 159 | 36,6 | 42,3 | 35,5 | 83,0 | 5,8 | 3,4 | 1,2 | 0,6 | 18,7 |

#### Massimi in carriera
- Massimo di punti: 50 vs Cleveland Cavaliers (15 febbraio 2006)[46]
- Massimo di rimbalzi: 19 vs New Orleans Hornets (1º novembre 2006)
- Massimo di assist: 14 (2 volte)
- Massimo di palle rubate: 9 vs Miami Heat (3 dicembre 1999)
- Massimo di stoppate: 5 (2 volte)
- Massimo di minuti giocati: 54 (2 volte)

## Palmarès

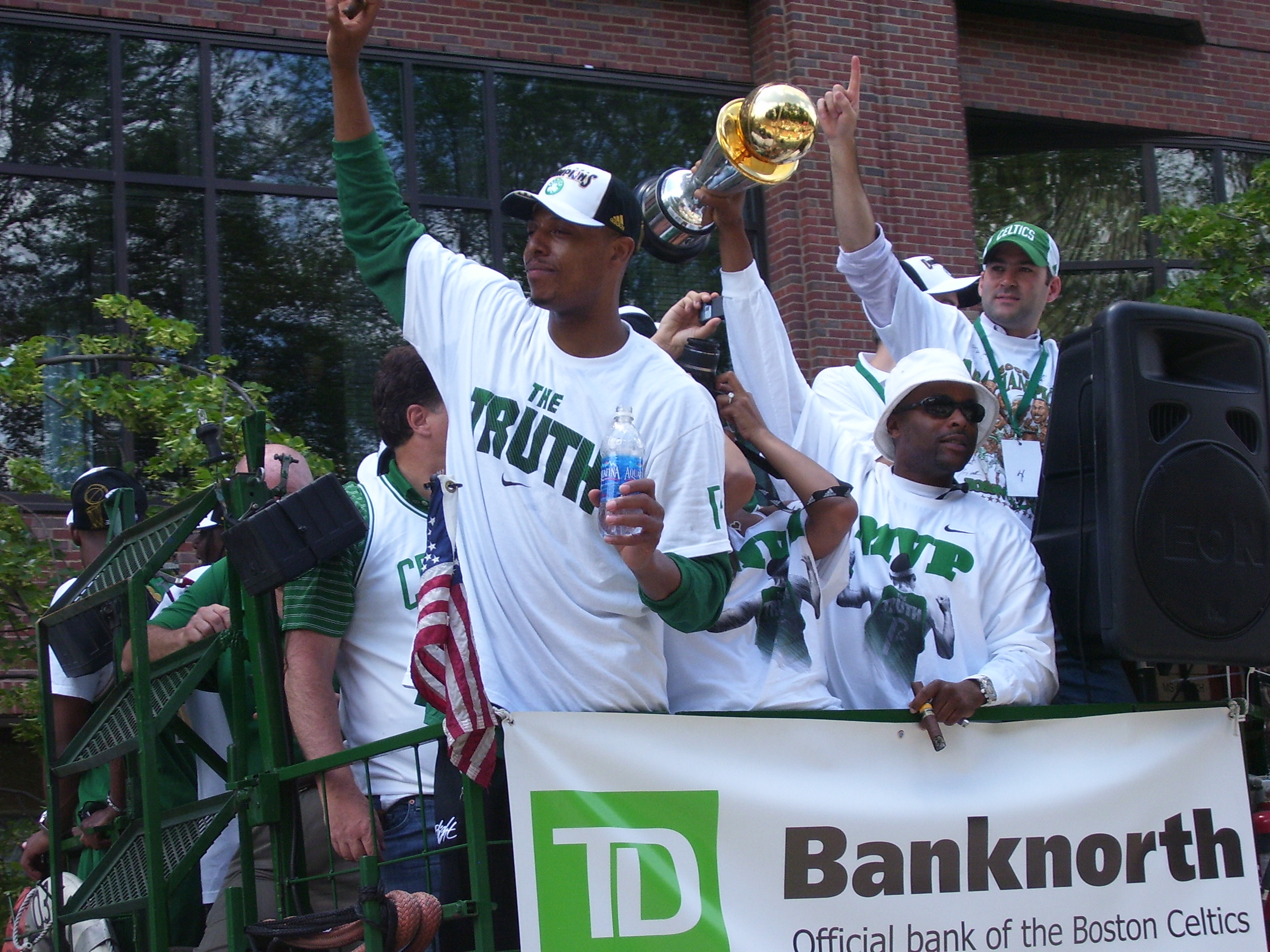
Pierce e i Celtics festeggiano il campionato vinto nel 2008

### High school
- McDonald's All-American Game (1995)

### College
- Inserito nella prima squadra All America, dall'Associated Press nella stagione 1997-98
- Inserito nella Big Eight Freshman dell'anno nel 1995-96.
- Indicato come MVP nel torneo Big 12 Conference nel 1997-98
- Inserito nella prima squadra Big 12 Conference nel 1997–98
- Il suo numero di maglia 34 è stato ritirato dall'Università del Kansas

### NBA
- Campionato NBA: 1

Boston Celtics: 2008
- MVP delle Finals: 2008
- All Rookie First Team: 1999
- Squadre All-NBA: 4

Second Team: 2009
Third Team: 2002, 2003, 2008
- Leader nella regular season per punti totali (2144): 2002
- Leader nella regular season per tiri liberi tirati (753) e segnati (604): 2003
- Convocazioni all'All-Star Game: 10

2002, 2003, 2004, 2005, 2006, 2008, 2009, 2010, 2011, 2012
- NBA Three-point Shootout: 2010
- Ventunesimo miglior marcatore di sempre sommando ABA e NBA
- Diciottesimo miglior marcatore di sempre NBA
- Ventiduesimo miglior giocatore per palle rubate di sempre NBA
- Inserito nel NBA 75th Anniversary Team

### Boston Celtics - Record di franchigia
- Maggior numero di punti segnati al TD Banknorth Garden: 50 (15 febbraio 2006 contro i Cleveland Cavaliers)
- Maggior numero di punti segnati in metà gara (incluso il Supplementare): 46 (1º dicembre 2001, seconda metà gara contro i New Jersey Nets)
- Maggior numero di punti segnati in un Tempo Supplementare: 13 (1º dicembre 2001 contro i New Jersey Nets)
- Numero di tiri da tre punti segnati: 1835[6]
- Numero di tiri da tre punti tentati: 4874[6]
- Numero di tiri liberi segnati: 6396[6]
- Numero di tiri liberi tentati: 7930[6]
- Maggior numero di tiri liberi segnati in una partita: 20 (2 novembre 2002 contro i New York Knicks)
- Maggior numero di tiri liberi tentati in una partita: 24 (2 novembre 2002 contro i New York Knicks)
- Maggior numero di tiri liberi segnati in metà gara: 14 (2 marzo 2001 contro gli Utah Jazz)
- Maggior numero di tiri liberi segnati in una stagione: 627 (2005-06)[47]
- Maggior numero di tiri liberi tentati in una stagione: 812 (2005–06)[47]
- Maggior numero di palle rubate in una partita: 9 (pari con Larry Bird; 3 dicembre 1999 contro i Miami Heat)
- Maggior numero di tiri liberi segnati senza un errore, nei playoff: 21[48] (Gara-1, Primo Round della Eastern Conference del 2003 contro gli Indiana Pacers)
- Maggior numero di punti segnati in metà gara, nei playoff: 32[49] (Gara-4, Primo Round della Eastern Conference del contro gli Indiana Pacers)
- Più alta media punti in un mese: 33,5 punti per partita (febbraio 2006)
- L'unico Celtic nella storia della franchigia a guidare l'NBA per punti segnati in una stagione: 2144 (2001-02)
- Secondo per media di punti per partita (dietro solo a Larry Bird): 21,8[6]
- Secondo nella classifica marcatori (dietro solo a John Havlicek): 24021[6]